# GD Riopele
Der GD Riopele war ein Fußballverein in der portugiesischen Gemeinde Pousada de Saramagos (Distrikt Braga).

## Geschichte
Der Verein wurde am 14. September 1958 von den Besitzern und einigen Arbeitern der Textilfabrik Riopele gegründet. Größter sportlicher Erfolg des Vereins war 1977 der Aufstieg in die Primeira Divisão. Als Vorletzter stieg er aber nach dem ersten Jahr wieder ab und fiel in den folgenden Jahren bis in die 3ª Divisão Nacional. Schließlich wurde er aufgelöst.